# Нестеров, Фёдор Григорьевич
Фёдор Григорьевич Нестеров — советский хозяйственный, государственный и политический деятель.

## Биография
Родился в 1907 году в Москве. Член КПСС.
С 1923 года — на хозяйственной, общественной и политической работе. В 1923—1978 гг. — ученик фрезеровщика, фрезеровщик, трикотажник, секретарь Бауманского райкома ВЛКСМ, заведующий орготделом Московского горкома ВЛКСМ, фрезеровщик моторостроительного завода № 24, секретарь парткома завода имени Лепсе, начальник сборочного цеха, заместитель секретаря, секретарь партбюро завода имени Хруничева, директор авиационных заводов № 477 (Тула, Красноярск), № 82, № 124, № 30 («Знамя труда»), директор завода № 43 («Коммунар»), директор завода опытного вооружения № 134, директор МКБ «Вымпел».
Умер в Москве в 1978 году. Похоронен на Введенском кладбище (18 уч.).